# Helicia
Helicia är ett släkte av tvåhjärtbladiga växter. Helicia ingår i familjen Proteaceae.

## Dottertaxa tillHelicia, i alfabetisk ordning[1]
- Helicia acutifolia
- Helicia affinis
- Helicia albiflora
- Helicia amplifolia
- Helicia archboldiana
- Helicia arguta
- Helicia attenuata
- Helicia australasica
- Helicia biformis
- Helicia blakei
- Helicia bullata
- Helicia calocoma
- Helicia cameronii
- Helicia carrii
- Helicia celata
- Helicia celebica
- Helicia ceylanica
- Helicia clemensiae
- Helicia clivicola
- Helicia cochinchinensis
- Helicia coeruleopurpurea
- Helicia commutata
- Helicia dentellata
- Helicia dongxingensis
- Helicia elephanti
- Helicia excelsa
- Helicia falcata
- Helicia ferruginea
- Helicia finis-terrae
- Helicia forbesiana
- Helicia formosana
- Helicia fragilis
- Helicia fuscotomentosa
- Helicia glabrescens
- Helicia glabriflora
- Helicia graciliflora
- Helicia grandifolia
- Helicia grandis
- Helicia grayi
- Helicia hainanensis
- Helicia hypoglauca
- Helicia insularis
- Helicia kjellbergii
- Helicia kwangtungensis
- Helicia laiagamensis
- Helicia latifolia
- Helicia lauterbachiana
- Helicia ledermannii
- Helicia lewisensis
- Helicia longespicata
- Helicia longipetiolata
- Helicia loranthoides
- Helicia macrostachya
- Helicia maxwelliana
- Helicia microcarpa
- Helicia microneura
- Helicia microphylla
- Helicia moluccana
- Helicia neglecta
- Helicia nilagirica
- Helicia nortoniana
- Helicia obovatifolia
- Helicia obtusata
- Helicia odorata
- Helicia olivacea
- Helicia oreadum
- Helicia pallescens
- Helicia paucinervia
- Helicia peekelii
- Helicia peltata
- Helicia petelotii
- Helicia petiolaris
- Helicia platyphylla
- Helicia polyosmoides
- Helicia pterygota
- Helicia purpurascens
- Helicia pyrrhobotrya
- Helicia recurva
- Helicia rengetiensis
- Helicia retevenia
- Helicia reticulata
- Helicia retusa
- Helicia rigidiflora
- Helicia robusta
- Helicia rostrata
- Helicia rufescens
- Helicia saruwagedica
- Helicia saurauioides
- Helicia schlechteri
- Helicia sellae-montis
- Helicia serrata
- Helicia sessilifolia
- Helicia shweliensis
- Helicia silvicola
- Helicia sleumeri
- Helicia stelechantha
- Helicia stenophylla
- Helicia subcordata
- Helicia symplocoides
- Helicia teysmanniana
- Helicia tibetensis
- Helicia torricellensis
- Helicia tsaii
- Helicia uganensis
- Helicia vanroyenii
- Helicia versteeghii
- Helicia vestita
- Helicia wollastonii
- Helicia yangchunensis
- Helicia yingtzulinia